# Armstrong Siddeley Jaguar
Le Armstrong Siddeley Jaguar est un moteur d'avion fabriqué par Armstrong Siddeley. Le Jaguar est un moteur à explosion à 14 cylindres en double étoile et refroidi par air. Le Jaguar III a été utilisé en 1923 suivi en 1925 par le Jaguar IV et en 1927 par le Jaguar VI.

## Conception et développement
Le Jaguar a été développé pour répondre à la proposition de conception de 1917 Royal Aircraft usine RAF.8 et fut conçu pour utiliser un compresseur entraîné par engrenage. Lors de premier essai le 21 juin 1922 la puissance n'était pas au rendez-vous, en conséquence l’alésage a été porté à 139,7 mm, toutes les versions du Jaguar I auront cette dimension. Tout au long de sa carrière le Jaguar a souffert de vibrations dues au manque de palier central du vilebrequin.
La version la plus puissante du moteur, le Jaguar VIC, produisait un maximum de 490 ch (365 kW) à 1 950 tr/min au décollage et pesait 413 kg. Le Lynx conçu plus tard utilisait une rangée de cylindres du Jaguar.

## Variantes
Jaguar I
1922, 300 ch.
Jaguar II
1923, 385 ch, alésage augmenté, cylindrée 24.8 l.
Jaguar III
1923, 385 ch.
Jaguar IIIA
1923, 380 ch.
Jaguar IV
1925, 385 ch, carburateurs doubles
Jaguar IVA
420 hp, réducteur d'hélice
Jaguar IVC
1928, 400 ch, Bielles modifiées, mécanisme de distribution clos.
Jaguar IV(S)
1925, 365 ch, entièrement turbo-compressé.
Jaguar V
1928.
Jaguar VI
1927.
Jaguar VI(S)
1928, version turbo-compressé du Jaguar VI.
Jaguar VIC
1927, 470 ch, version avec réducteur d'hélice du Jaguar VI.
Jaguar VID
1928.
Jaguar VIIA
1929, 400 chx, turbo-compressé.
Jaguar VIII
1928, 405 ch, turbo-compressé, réducteur d'hélice

## Utilisation
- Airco DH.4
- Airco DH.9
- Armstrong Whitworth Ajax
- Armstrong Whitworth Aries
- Armstrong Whitworth Argosy
- Armstrong Whitworth Atlas
- Armstrong Whitworth Siskin
- Armstrong Whitworth Starling
- Armstrong Whitworth Wolf
- Avro 642
- Blackburn Airedale (en)
- Blackburn C.A.15C (en)
- Blackburn Turcock
- Boulton Paul P.71 (en)
- De Havilland Dormouse (en)
- De Havilland DH.50
- De Havilland Giant Moth
- De Havilland Hyena (en)
- Fairey Ferret
- Fairey Flycatcher
- Fokker C.V
- Fokker D.XVI (en)
- Gloster Gnatsnapper (en)
- Gloster Grebe
- Handley Page Hampstead
- Hawker Danecock (en)
- Hawker Hawfinch (en)
- Hawker Hoopoe (en)
- Hawker Woodcock
- Larkin Lascowl (en)
- Martinsyde ADC 1
- Nieuport Nighthawk (en)
- Parnall Plover
- RAAF Experimental Section Warrigal II (en)
- Supermarine Air Yacht
- Supermarine Nanok
- Supermarine Southampton
- Vickers Vellore (en)
- Vickers Vespa (en)
- Vickers Viastra (en)
- Vickers Vimy Trainer
- Westland Wapiti
- Westland Weasel (en)

## Exposition
Un Armstrong Siddeley Jaguar est exposé au Science Museum de Londres.

### Développement lié
- Armstrong Siddeley Lynx
- Armstrong Siddeley Panther (en)
- Armstrong Siddeley Tiger